# Dąbrowa (Braniewo)
Dąbrowa (deutsch Damerau) ist ein Ort in der polnischen Woiwodschaft Ermland-Masuren und befindet sich in der Landgemeinde Braniewo (Braunsberg) im Powiat Braniewski (Kreis Braunsberg). Bis 1945 gehörte er zum Kreis Heiligenbeil in Ostpreußen.

## Geographische Lage
Dąbrowa liegt im Nordwesten der Woiwodschaft Ermland-Masuren, neun Kilometer südlich der früheren und heute auf russischem Staatsgebiet gelegenen Kreisstadt Heiligenbeil (heute russisch Mamonowo) bzw. acht Kilometer östlich der jetzigen Kreismetropole Braniewo (deutsch Braunsberg).

## Geschichte
Damerau war eine im ostpreußischen Kreis Heiligenbeil gelegene Försterei. Im Jahre 1874 wurde sie als „Gutsbezirk Damerau, Forst“ in den neu gebildeten Amtsbezirk Grunenfeld (polnisch Gronówko) aufgenommen, um 1900 in den Gutsbezirk Födersdorf, Oberförsterei (polnisch Piórkowo) eingegliedert und am 15. November 1928 als „Forstbelauf Damerau“ aus dem Gutsbezirk Födersdorf, Forst in die Landgemeinde Grunenfeld umgegliedert. Für den Gutsbezirk „Födersdorf, Oberförsterei-Anteil“ wurden im Jahre 1910 null Einwohner gezählt.
Mit dem gesamten südlichen Ostpreußen kam Damerau 1945 in Kriegsfolge zu Polen. Der Ort erhielt die polnische Namensform „Dąbrowa“ und ist heute eine Waldsiedlung (polnisch Osada leśna) innerhalb der Gmina Braniewo im Powiat Braniewski, von 1975 bis 1998 der Woiwodschaft Elbląg, seither der Woiwodschaft Ermland-Masuren zugehörig.

## Religion
Damerau war bis 1945 evangelischerseits in das Kirchspiel der Kirche Lindenau (polnisch Lipowina) im Kirchenkreis Heiligenbeil in der Kirchenprovinz Ostpreußen der Kirche der Altpreußischen Union eingegliedert, römisch-katholischerseits in die Pfarrei in Heiligenbeil im damaligen Bistum Ermland. Katholischerseits gehört Dąbrowa heute zur Stadtpfarrei in Braniewo im jetzigen Erzbistum Ermland.

## Verkehr
Dąbrowa liegt an einer Nebenstrsaße, die von Lipowina (Lindenau) an der polnischen Woiwodschaftsstraße 507 (einstige deutsche Reichsstraße 142) über Podleśne (Vorderwalde) bis zur polnisch-russischen Staatsgrenze bei Wermten führt und vor 1945 weiter bis nach Heiligenbeil (Mamonowo) verlief. Eine Bahnanschluss besteht nicht.